# Bernhard Leverenz

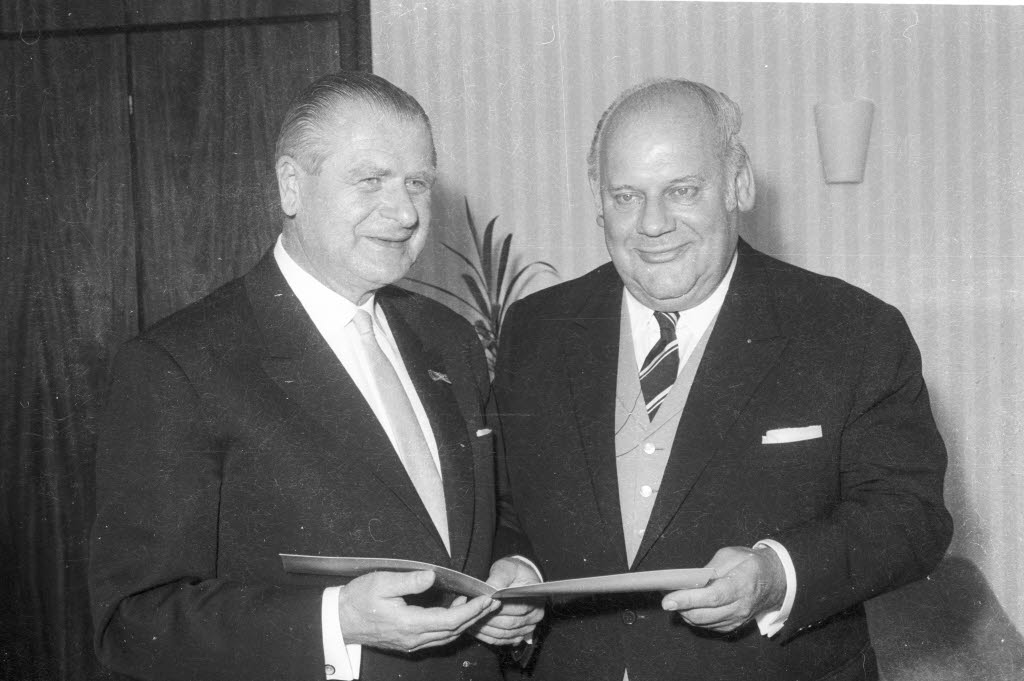
Justizminister Bernhard Leverenz (links) und sein Nachfolger Gerhard Gaul (Foto: 1967)

Bernhard Leverenz (* 15. Februar 1909 in Grabow; † 4. Juni 1987 in Karlsruhe) war ein deutscher Politiker (FDP). Er war von 1954 bis 1962 sowie von 1963 bis 1967 Justizminister des Landes Schleswig-Holstein.

## Leben und Beruf
Nach dem Abitur absolvierte Bernhard Leverenz, Sohn eines Justizoberinspektors, von 1927 bis 1931 ein Studium der Rechtswissenschaft an der Universität Rostock und an der Ruprecht-Karls-Universität Heidelberg, das er mit dem ersten juristischen Staatsexamen beendete. Nach Ableistung des Referendariats bestand er 1934 auch die Große juristische Staatsprüfung. Im selben Jahr erfolgte auch seine Promotion zum Dr. jur. an der Universität Rostock mit der Arbeit Der Prima-facie-Beweis. Anschließend war er als Gerichtsassessor an den Landgerichten in Neustrelitz und Schwerin tätig. Am 1. Oktober 1935 schied er aus dem Staatsdienst aus und wurde stattdessen als Rechtsanwalt in Rostock zugelassen. 1938 wurde er Fachanwalt für Steuerrecht und 1943 auch Notar im Bezirk des Oberlandesgerichts Rostock. Vom Januar 1942 bis Kriegsende war Leverenz Marinerichter, zuletzt im Range eines Oberstabsrichters. Leverenz schrieb 1943 für die Zeitschrift für Wehrrecht einen Beitrag, in dem er die häufige Verhängung der Todesstrafe für das Delikt Wehrkraftzersetzung ausdrücklich monierte. Er war jedoch selbst auch an Todesurteilen, vor allem wegen Mordes, aber auch wegen Wehrkraftzersetzung, beteiligt, wie er selbst 1963 öffentlich machte. Trotz seiner ambivalenten Rolle charakterisieren ihn Danker und Lehmann-Himmel in ihrer Studie über das Verhalten und die Einstellungen der Schleswig-Holsteinischen Landtagsabgeordneten und Regierungsmitglieder der Nachkriegszeit in der NS-Zeit als „exponiert-nationalsozialistischen“ Verfolgungsakteur.
Nach dem Ende des Zweiten Weltkrieges arbeitete Leverenz ab November 1946 als Steuerberater in Rostock, verließ aber im November 1947 die Sowjetische Besatzungszone und ging nach Kiel. Hier war er bis 1949 als Staatsanwalt bei der Staatsanwaltschaft Kiel und danach wieder als Rechtsanwalt tätig. Ab 1950 war er auch wieder Notar. Nach seinem Ausscheiden aus dem Ministeramt wurde er als Rechtsanwalt am Bundesgerichtshof zugelassen.
Von 1972 bis 1981 gehörte er dem Kuratorium der Friedrich-Naumann-Stiftung an.
Bernhard Leverenz war verheiratet und hatte zwei Kinder.

## Partei
Leverenz trat unmittelbar nach der Machtübernahme der Nationalsozialisten vor der allgemeinen Aufnahmesperre, die am 1. Mai 1933 in Kraft trat, der NSDAP bei.
1949 wurde Leverenz Mitglied der FDP. Er war ab 1951 stellvertretender Vorsitzender und von 1952 bis 1963 Landesvorsitzender der FDP in Schleswig-Holstein. Er gehörte außerdem von 1952 bis 1964 dem FDP-Bundesvorstand an.

## Abgeordneter
Von 1954 bis 1963 war Leverenz Mitglied des Landtages von Schleswig-Holstein. Hier war er von Oktober bis November 1954 sowie von Oktober 1962 bis Januar 1963 Vorsitzender der FDP-Landtagsfraktion. Leverenz zog stets über die Landesliste in den Landtag ein.

## Öffentliche Ämter
Am 11. Oktober 1954 wurde Leverenz als Justizminister in die von Ministerpräsident Kai-Uwe von Hassel (CDU) geführte Landesregierung von Schleswig-Holstein berufen. Ab dem 27. Oktober 1958 war er außerdem Stellvertreter des Ministerpräsidenten. Ende der 1950er Jahre war er maßgeblich an der Aufdeckung der Heyde-Sawade-Affäre beteiligt. Insbesondere seine Skepsis gegenüber Generalstaatsanwalt Adolf Voss und die Etablierung eines eigenen Ermittlungsstabes im Ministerium waren für die Aufklärung mitentscheidend.
Bekannt wurde Leverenz aber auch durch sein „Verständnis“ für nationalsozialistische Juristen und Beamte. In der Justizministerkonferenz argumentierte er im Oktober 1959, es habe auch „aufrechte Richter am Volksgerichtshof gegeben“. Im Kieler Landtag sagte er am 16. Januar 1961: „Ich kann doch nicht jemand, der SS-Führer gewesen ist, nur wegen dieser Tatsache disqualifizieren!“ Andererseits insistierte er 1961 bei der Staatsanwaltschaft Flensburg, dass diese umgehend die Aufhebung der parlamentarischen Immunität des GB/BHE-Landtagsabgeordneten und Westerländer Bürgermeisters Heinz Reinefarth beantragte.
Nach der Landtagswahl in Schleswig-Holstein 1962 schied Leverenz am 21. Oktober 1962 zunächst aus der Landesregierung aus, da die Koalitionsverhandlungen mit der CDU ins Stocken geraten waren. Nach einer knapp dreimonatigen CDU-Minderheitsregierung wurde Leverenz dann am 11. Januar 1963 erneut zum Justizminister in der jetzt von Helmut Lemke geleiteten Landesregierung ernannt. Nach der Landtagswahl 1967 schied er am 10. Mai 1967 endgültig aus dem Amt.

## Ehrungen
- 1966 Großes Verdienstkreuz mit Stern und Schulterband

## Kabinette
- Kabinett von Hassel I, Justizminister, 1954–1958
- Kabinett von Hassel II, Justizminister, 1958–1962
- Kabinett Lemke I, Justizminister, 1963–1967

## Veröffentlichungen (Auswahl)
- Der Prima-facie-Beweis. Rochlitz in Sachsen 1934 (Dissertation, Rechts- und wirtschaftswissenschaftliche Fakultät, Universität Rostock).
- Der Begriff der Öffentlichkeit in § 5 Abs. 1 Ziff.1 KSSVO. In: Zeitschrift für Wehrrecht 8 (1943), S. 399–411.
- Die Verantwortlichkeit des Richters und Staatsanwalts für die Anwendung und Auslegung der Gesetze des nationalsozialistischen Staates. In: Deutsche Richterzeitung. 38 (1960), H. 6, S. 168–172.